# Jake C. Gaines
Pour les articles homonymes, voir Gaines.
Jake C. Gaines, né le 11 mai 1903 à Simms (en), dans le comté de Bowie (Texas) et mort le 22 mars 1996 à Waco (Texas), est un entomologiste américain.

## Carrière
Il commence sa carrière entomologique à l’Université A&M du Texas en 1927 et en devient le chef du département d'entomologie de 1957 à 1962.

## Publications
- (en) J.C. Gaines, « Notes on Texas Coccinellidae », Bulletin of the Brooklyn Entomological Society, The Brooklyn Entomological Society, vol. 28, no 5,‎ février 1933, p. 211–215 (ISSN 1051-8932, lire en ligne)
- (en) J.C. Gaines, « Notes on Coccinellidæ with a Description of a New Subspecies, (Coleoptera) », Journal of the New York Entomological Society, The New York Entomological Society, vol. 41, no 3,‎ septembre 1933, p. 263-264 (ISSN 0028-7199, JSTOR 25004514, lire en ligne)